# Benedetto Ubaldi
Benedetto Ubaldi (ur. w 1588 w Perugii, zm. 18 albo 20 stycznia 1644 tamże) – włoski kardynał.

## Życiorys
Urodził się w 1588 roku w Perugii, jako syn Maria Monaldiego i Zenobii Ubaldi. Studiował na Uniwersytecie w Perugii, gdzie uzyskał doktorat. 28 listopada 1633 roku został kreowany kardynałem diakonem i otrzymał diakonię Santi Vito, Modesto e Crescenzia. W latach 1634–1637 był legatem w Bolonii. 2 albo 3 kwietnia 1634 roku został wybrany biskupem Perugii, a 23 przyjął sakrę. Dziewięć lat później zrezygnował z zarządzania diecezją. Zmarł 20 stycznia 1644 roku w Perugii.